# Wadi Hawar (département)
Pour les articles homonymes, voir Hawar.
Le Wadi Hawar est un des 2 départements composant la région de l'Ennedi Est au Tchad. Il a été créé par l'ordonnance no 002/PR/08 du 19 février 2008. Son chef-lieu est Bahaï.

## Subdivisions
Le département  est divisé en 6 sous-préfectures :
- Amdjarass
- Bourdani
- Bao
- Bahaï
- Kaoura (ou Koura)
- Mourdi Djouna

## Administration
Liste des administrateurs :
premier Préfets du Wadi Hawar
Issakha Sounni Sougoudoumi 2010-2014